# Siegfried Möller
 Siegfried Möller (* 1. Februar 1896 in Altona; † 13. September 1970 in Kiel) war ein deutscher Bildhauer, Keramiker und Hochschullehrer.

## Leben

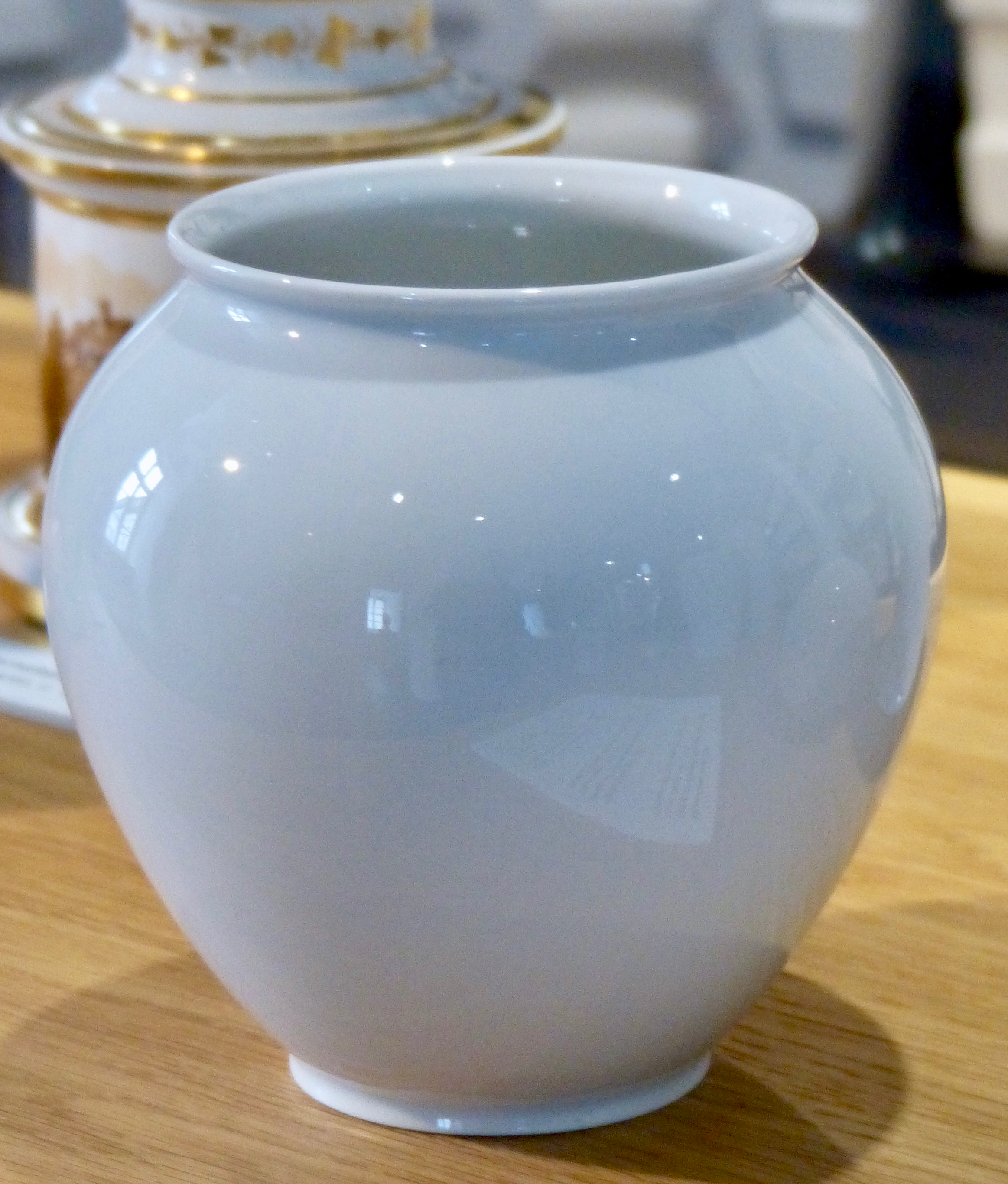
Einmachhafen von Siegfried Möller, Form 1047, Porzellanmanufaktur Fürstenberg (1942)

Siegfried  Möller war der Sohn von Adolf Möller und dessen Frau Bertha und absolvierte ein Studium an der Kunst- und Gelehrtenschule in Altona. Im Ersten Weltkrieg wurde er als Soldat eingezogen und wohnte um 1919 in der Behnstraße 19 in Altona. Ab 1926 war er zunächst künstlerischer Leiter eines Werkes der Hirschauer Steingutfabriken C. & E. Carstens. Danach war Möller von 1926 bis 1927 künstlerischer Leiter der Rheinsberger Keramik, einer Unterabteilung der Rheinsberger Keramikfabrik C. & E. Carstens. 1930 zog er nach Elsterwerda und richtete dort eine Kunstkeramische Werkstatt ein. Hier begann er keramische Entwürfe zu fertigen, die zu den Besten zählten, die in Elsterwerda hergestellt wurden. Schon 1931 verließ er Elsterwerda wieder und wechselte zur Elmshorner Steingutfabrik C. & E. Carstens.
Möller wurde zwischen 1923 und 1935 von fünf verschiedenen Steingutfabriken beauftragt, kunstkeramische Werkstätten einzurichten. Daneben war Möller noch für andere Manufakturen tätig, so lieferte er in den 1920er Jahren Entwürfe für die Hamelner Töpferei GmbH und von 1936 bis 1969 für die Porzellanmanufaktur Fürstenberg. Ab 1936 war Lehrer an der Nordischen Kunsthochschule Bremen, heute die Hochschule für Künste Bremen. Nach dem Zweiten Weltkrieg war Möller für die Keramik-Manufaktur Kupfermühle (KMK) tätig. Für die KMK schuf er 1955 einen seiner bekanntesten Entwürfe, das Service Siena, das bis 1970 im Handel war.
Liebfriede Bernstiel, Walburga Külz, Elisabeth Pluquet-Ulrich, Ingrid Fechner-Ahlers und Siegfried Schneider-Döring waren Schüler von Siegfried Möller.